# Zona especialmente protegida de importancia para el Mediterráneo
Las zonas especialmente protegidas de importancia para el Mediterráneo o ZEPIM son espacios naturales marinos o costeros que gozan de especial protección medioambiental basada en el convenio de Barcelona. Se crean para la protección de los ecosistemas marinos singulares a lo largo del mar Mediterráneo.

## Creación de las ZEPIM
Estos espacios se crean en el protocolo acordado en 1995 por los países participantes en el convenio de Barcelona y en 1996 en Montecarlo. Las condiciones exigidas para imcorporar estos espacios es que desempeñen una función importante para la conservación de la diversidad biológica; contengan ecosistemas característicos de la zona mediterránea o dispongan de un especial interés para la ciencia, la cultura, la educación o el disfrute estético.
Para la declaración de una ZEPIM en una zona es necesario analizar diferentes aspectos específicos: su carácter excepcional; su nivel de representatividad natural y cultural; su diversidad; la presencia de hábitats de gran importancia para especies en peligro, amenazadas o endémicas; la existencia de amenazas que puedan menoscabar el valor ecológico, biológico, estético o cultural de la zona, la existencia de un proceso de planificación y ordenación de la zona que cuente con apoyo ciudadano; la existencia en la zona de oportunidades de desarrollo sostenible y la existencia de un plan integrado de gestión costera.
Existe una serie de obligaciones en las ZEPIM: disponer de un régimen jurídico para su protección eficaz; disponer de un plan de gestión y un programa de recogida de datos relevantes; establecer una serie de objetivos y medidas de conservación y de gestión muy bien definidas; disponer de un órgano de gestión con la suficiente dotación de recursos humanos y económicos; así como de un programa de vigilancia continua.
Existen una serie de aspectos específicos que deben atender las medidads de protección: 
- Vertidos o descargas de residuos u otras sustancias que puedan menoscabar directa o indirectamente la integridad de la zona.
- Análisis detallados para la introducción o reintroducción de especies en la zona.
- Reglamentación de actividades que puedan perjudicar o perturbar a las especies, menoscabar las características naturales, culturales o estéticas, o incidir de forma negativa en el estado de conservación de los ecosistemas o especies de la zona.
- Normas jurídicas necesarias en las zonas periféricas de la ZEPIM:

## Zonas ZEPIM existentes

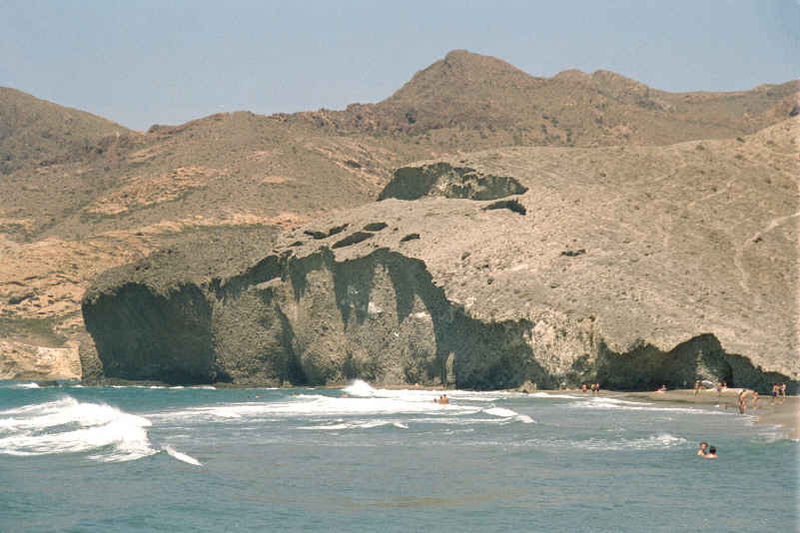
Playa en el parque de cabo de Gata.

España es el país que cuenta con un mayor número:
- Andalucía dispone de varias zonas:[2]
  - Fondos Marinos del Levante de Almería, que incluye los islotes de San Juan de los Terreros e Isla Negra, a lo largo de sus 50 km dispone de las más importantes praderas de Posidonia de toda la costa española.
  - Cabo de Gata-Níjar, incluye treinta y ocho mil hectáreas de tierra firme y una milla marina de fondos a lo largo de 45 km de costa; se trata de un espacio con especiaes endémicas de la zona.
  - Isla de Alborán, por su situación entre el Mediterráneo y el Atlántico su medio acuático es un espacio marino privilegiado y diverso en el que se encuentran especies endémicas, así como de los mares.
  - Paraje Natural Acantilados Maro-Cerro Gordo, con 1789,58 hectáreas, incluyendo la superficie marítima y doce km de costa, dispone de unas peculiares formaciones geológicas y una gran biodiversidad tanto en su espacio terrestre como en sus fondos marinos.
- Baleares tiene una zona:
  - El archipiélago de Cabrera es el primer parque nacional marítimo-terrestre creado en España; es único en muchas de sus características físicas, geográficas, ecológicas y biológicas. Incluye un conjunto de diecinueve islas e islotes.

- Cataluña dispone de dos zonas:

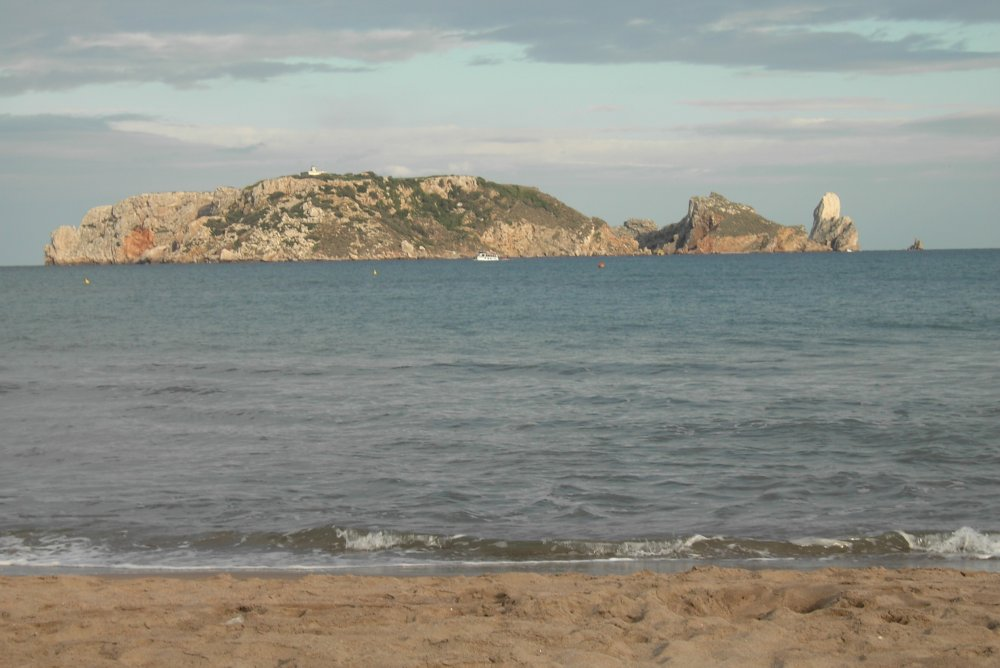
Vista de las islas Medas.

  - Islas Medas, que forman un pequeño archipiélago compuesto por siete islas y varios islotes, tiene gran diversidad de especies tanto terrestres como marinas. Situadas en la Costa Brava en la población de Estartit (Gerona)
  - Cabo de Creus representa una extensión de los Pirineos hacia el mar; por lo que presenta características litológicas, hidrográficas y orográficas propias de la alta montaña; y una gran diversidad biológica.
- La Comunidad valenciana tiene una zona:
  - Las islas Columbretes forman un pequeño archipiélago frente a la costa de Castellón que tiene singularidad geológica de tipo volcánico y posee diversas especies endémicas y gran número de comunidades vegetales y animales desaparecidas en las costas.

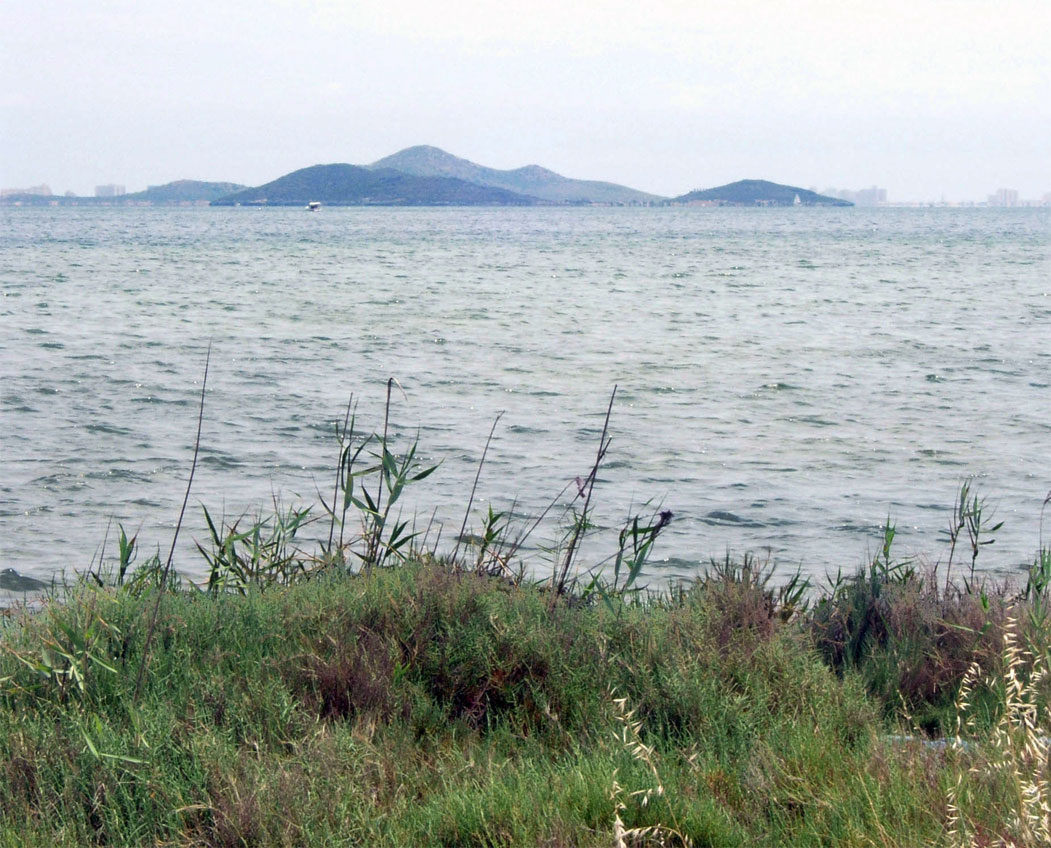
Vista de las islas Perdiguera y Mayor en el Mar Menor.

- La región de Murcia dispone de una zona:[3]
  - Mar Menor y costa oriental de la Región de Murcia, que incluye esta laguna y gran parte de sus costas incluyendo los espacios protegidos de Salinas y Arenales de San Pedro del Pinatar, Espacios abiertos e islas del Mar Menor, Calblanque, Monte de las Cenizas y Peña del Águila e Islas e Islotes del Litoral Mediterráneo.

- Francia tiene una zona:

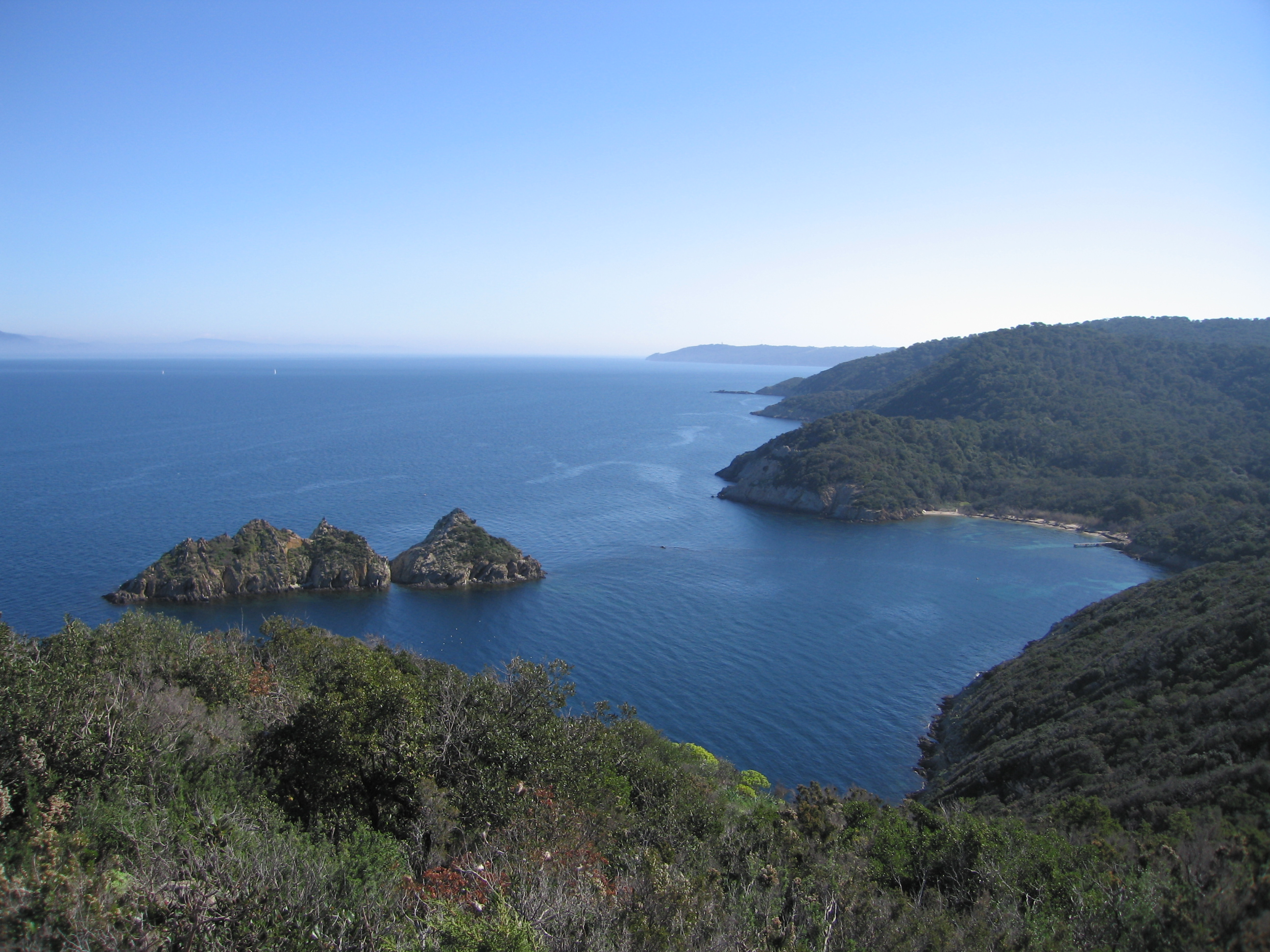
Vista de la isla de Port-Cros.

  - La isla de Port-Cros y Bagaud, junto a los islotes de Gabinière y Rascas, forman un parque natural protegido desde 1963, conocido como el parque nacional Port-Cros, que conserva gran diversidad biológica.

- Túnez dispone de tres zonas:
  - Las islas Kneiss forman un pequeño archipiélago en las proximidades del Golfo de Gabés.
  - La Galita es un archipiélago de islas rocosas de origen volcánico situado al norte de Túnez; en la isla principal se pueden encontrar acantilados de doscientos metros de altura.
  - Zembra es una isla rocosa situada al norte del golfo de Túnez.
- Compartida entre Francia, Italia y Mónaco se encuentra:
  - Mar de Liguria, que se considera un santuario de mamíferos marinos.